# Висока здравствено-санитарна школа струковних студија „Висан”
Висока здравствено–санитарна школа струковних студија „Висан” једна је од приватних високих школа у Београду. Налази се у улици Тошин бунар 7а.

## Историјат
Основана је 7. фебруара 2006. као прва приватна школа која образује кадрове из области здравства и екологије. У почетку је имала два смера: Виши физиотерапеут и Виши санитарно–еколошки инжењер. Године 2007. је прерасла у високу школу струковних студија и акредитована је као Висока здравственo–санитарна школа струковних студија „Висан”. У поновљеном процесу акредитације Комисија за акредитацију и проверу квалитета Републике Србије је 23. априла 2012. потврдила да испуњавају све стандарде за акредитацију високошколске установе. Студијски програм Струковни санитарно еколошки инжењер је 2007. био први високошколски програм за који је школа добила акредитацију. За студијски програм Специјалиста струковни санитарно еколошки инжењер је акредитована 28. августа 2008, а за студијске програме Струковна медицинска сестра и Струковни физиотерапеут 15. фебруара 2010. Специјалистички студијски програм Специјалиста струковни санитарно еколошки инжењер је реакредитован 14. јуна 2013, а специјалистички програм Специјалиста струковна медицинска сестра, област Клиничка нега, 27. септембра 2013. Студијски програм Струковни фармацеутски техничар је акредитован 29. августа 2014, чији је назив промењен у Струковни фармацеут 18. априла 2017. и реакредитован је 2. фебруара 2021. Студијски програм Струковни медицински радиолог је акредитован 22. маја 2015. У поновљеном процесу акредитације, по трећи пут Комисија за акредитацију и проверу квалитета Републике Србије је 5. маја 2017. потврдила испуњавање свих стандарда за акредитацију високошколске установе и студијског програма Струковни санитарно еколошки инжењер. Студијски програм Струковни нутрициониста дијететичар је акредитован 20. марта 2019, специјалистички студијски програм Специјалиста струковни санитарно–еколошки инжењер је реакредитован 17. маја, а програм Специјалиста струковна медицинска сестра 5. јуна исте године. Нови програм специјалистичких студија Специјалиста струковни физиотерапеут је акредитован 9. септембра 2019, а програм специјалистичких студија Специјалиста струковни медицински радиолог 18. јануара 2021. Током исте године је школа поново акредитовала програме Струковни фармацеут и Струковни физиотерапеут, а наредне је реакредититовала програме Струковна медицинска сестра и Струковни медицински радиолог. У поновљеном процесу акредитације, по четврти пут Комисија за акредитацију и проверу квалитета Републике Србије је 20. јуна 2023. потврдила испуњавање стандарда за акредитацију високошколске установе. Стручну праксу обављају у наставно–научним базама као што су Војномедицинска академија С. М. Киров, Клиничко-болнички центар Земун, Завод за јавно здравље, Клиника за рехабилитацију „Сокобањска”, Клиничко-болнички центар Бежанијска коса, ЈКП Градска чистоћа, Дом здравља Нови Београд и други.